# Video Graphics Array
VGA (англ. Video Graphics Array) — відеоадаптер та відповідний стандарт дисплеїв вперше введений на комп'ютерах IBM PS/2 у 1987 році, але через його розповсюдженість також став означати і 15-контактний D-subminiature VGA та роздільність 640×480. Ця роздільність витіснена[коли?] з ринку персональних комп'ютерів, але набуває популярності на ринку мобільних пристроїв. VGA був останнім стандартом, якому слідувала більшість виробників відеоадаптерів.
Відеоадаптер VGA підключається як до кольорового, так і до монохромного монітору, при цьому доступні всі стандартні відеорежими. Частота оновлення екрану у всіх стандартних режимах, крім 640×480, — 70 Гц, у режимі 640×480 — 60 Гц. Відеоадаптер має можливість одночасно виводити на екран 256 різних кольорів, з палітри в 262 144 кольорів (по 6 біт на червоний, зелений і синій компоненти). Обсяг відеопам'яті VGA — 256 кБ.
Відеоадаптер VGA, на відміну від попередніх відеоадаптерів IBM (MDA, CGA, EGA), використовує аналоговий сигнал для передавання кольорової інформації. Перехід на аналоговий сигнал був зумовлений необхідністю скорочення числа проводів в кабелі. Також аналоговий сигнал давав можливість використовувати VGA-монітори з наступними відеоадаптерами, що можуть виводити більшу кількість кольорів.
Офіційним послідовником VGA став стандарт IBM XGA, фактично ж він був заміщений різними розширеннями до VGA, відомими як SVGA.

## Палітра VGA

VGA 256 color palette

See also the List of monochrome and RGB palettes article — 18-bit RGB section, and the List of 16-bit computer hardware palettes article — MCGA and VGA section.

## Архітектура відеоадаптера VGA
VGA складається з таких основних підсистем:
- Графічний контролер (англ. Graphics Controller), за допомогою якого відбувається обмін даними між центральним процесором і відеопам'яттю. Має можливість виконувати бітові операції над даними, що передаються.
- Відеопам'ять (Display Memory), в якій розміщуються дані, що відображаються на екрані монітора. 256 кБ DRAM розділені на чотири кольорових пласти по 64 кБ.
- Послідовний перетворювач (Serializer або Sequencer) — перетворює дані з відеопам'яті в потік бітів, що передається контролеру атрибутів[4].
- Контролер атрибутів (Attribute Controller) — за допомогою палітри перетворює вхідні дані в кольорові значення.
- Синхронізатор (Sequencer) — керує часовими параметрами відеоадаптера і перемиканням кольорових пластів.
- Контролер ЕПТ (CRT Controller) — генерує сигнали синхронізації для ЕПТ[5][6].

На відміну від CGA і EGA, основні підсистеми розташовуються на одній мікросхемі, що дозволяє зменшити розмір відеоадаптера. В комп'ютерах PS/2 відеоадаптер VGA інтегрований в материнську плату .

## Текстові режими
В стандартних текстових режимах символи формуються в комірці 9×16 пікселів, можливе використання шрифтів інших розмірів: 8—9 пікселів в ширину і 1—32 пікселі в висоту. Розміри самих символів, як правило, менше, тому що частина простору йде на створення простору між символами. Функція для вибору розміру шрифту в BIOS відділена від функції вибору відеорежиму, що дозволяє використовувати різноманітні комбінації режимів і шрифтів. Є можливість завантаження восьми і одночасного виводу на екран двох різноманітних шрифтів.
У VGA BIOS зберігаються такі види шрифтів і функції для їхнього завантаження й активації:
- 8×16 пікселів (стандартний шрифт VGA),
- 8×14 (для сумісності з EGA),
- 8×8 (для сумісності з CGA).

Як правило, ці шрифти відповідають кодовій сторінці CP437. Також підтримується програмне завантаження шрифтів..
Доступні такі стандартні режими:
- 40×25 символів, 16 кольорів, роздільність 360×400 пікселів.
- 80×25 символів, 16 кольорів, роздільність 720×400 пікселів.
- 80×25 символів, монохромний, роздільність 720×400 пікселів[5].

Використовуючи шрифти менших розмірів, ніж стандартний 8×16, можна збільшити кількість рядків у текстовому режимі. Наприклад, якщо використовувати шрифт 8×14, то буде доступно 28 рядків, при 8×8 — 50 (аналогічно режиму EGA 80x43).
В текстових режимах для кожної комірки з символом можна вказати атрибут, що задає спосіб відображення символу. Існує два окремих набори атрибутів — для кольорових режимів і для монохромних.
Атрибути кольорових текстових режимів дозволяють обрати один з 16-ти кольорів символу, один з 8-ми кольорів фону і ввімкнути чи вимкнути моргання (можливість вибору моргання можна замінити на можливість вибору одного з 16-ти кольорів фону), що збігається з можливостями CGA.
Атрибути монохромних режимів збігаються з атрибутами, доступними у MDA, і дозволяють вмикати підвищену яскравість символу, підкреслення, моргання, інверсію та деякі їх комбінації.

## Графічні режими
На відміну від своїх попередників (CGA і EGA) відеоадаптер VGA мав відеорежим з квадратними пікселями (тобто, на екрані зі співвідношенням сторін 4:3 співвідношення горизонтальної і вертикальної роздільностей було також 4:3). У адаптерів CGA і EGA пікселі були витягнуті по вертикалі.

### Стандартні графічні режими
- 320X200 пікселів, 4 кольорів.
- 320X200 пікселів, 16 кольорів.
- 320X200 пікселів, 256 кольорів.
- 640X200 пікселів, 2 кольори.
- 640X200 пікселів, 16 кольорів.
- 640X350 пікселів, монохромний.
- 640X350 пікселів, 16 кольорів.
- 640X480 пікселів, 2 кольори. При роздільності 640×480 пікселів має пропорції 1:1.
- 640X480 пікселів, 16 кольорів[5].

### Нестандартні графічні режими (X-режими)
Перепрограмування VGA дозволяло досягти більш високих роздільностей порівняно зі стандартними режимами VGA. Найбільш розповсюджені такі режими:
- 320×200, 256 кольорів, 4 сторінки. Нічим зовні не відрізняється від режиму 13h (320×200, 256 кольорів), цей режим мав чотири відеосторінки. Це дозволяло реалізувати подвійну і навіть потрійну буферизацію.
- 320×240, 256 кольорів, 2 сторінки. В цьому режимі сторінок менше, зате пікселі квадратні.
- 360×480, 256 кольорів, 1 сторінка. Найбільша роздільність при 256 кольорах, що дозволяє VGA.

У всіх цих режимах структура графічної пам'яті не лінійна, і адреса пам'яті, котра відповідає пікселю з координатами (x, y), обчислюється за складними формулами. Зате через особливості контролера відеопам'яті копіювання даних в відеопам'ять відбувається вчетверо швидше, ніж в режимі 13h.
Термін «X-режим» (англ. Mode X) вигадав Майкл Абраш в 1991 році для позначення нестандартного режиму 320×240, 256 кольорів. Цей режим відкрили різні програмісти незалежно один від одного, він став відомий завдяки статтям Майкла Абраша в журналі «Dr. Dobb's Journal».

## Порівняльна таблиця
| Назва | x (ширина) | y (висота) | Пікселів (×1 мільйон) | Співвід- ношення сторін | Різниця пікселів у процентах | Різниця пікселів у процентах | Різниця пікселів у процентах | Різниця пікселів у процентах | Різниця пікселів у процентах | Різниця пікселів у процентах | Різниця пікселів у процентах | Різниця пікселів у процентах | Широкоекранна версія | Типовий розмір екрану |
| Назва | x (ширина) | y (висота) | Пікселів (×1 мільйон) | Співвід- ношення сторін | VGA                          | SVGA                         | XGA                          | XGA+                         | SXGA                         | SXGA+                        | UXGA                         | QXGA                         | Широкоекранна версія | Типовий розмір екрану |
| ----- | ---------- | ---------- | --------------------- | ----------------------- | ---------------------------- | ---------------------------- | ---------------------------- | ---------------------------- | ---------------------------- | ---------------------------- | ---------------------------- | ---------------------------- | -------------------- | --------------------- |
| VGA   | 640        | 480        | 0,31                  | 1,33                    | 0%                           | −36%                         | −61%                         | −69%                         | −77%                         | −79%                         | −84%                         | −90%                         | WVGA                 |                       |
| SVGA  | 800        | 600        | 0,48                  | 1,33                    | 56%                          | 0%                           | −39%                         | −52%                         | −63%                         | −67%                         | −75%                         | −85%                         | WSVGA                |                       |
| XGA   | 1024       | 768        | 0,79                  | 1,33                    | 156%                         | 64%                          | 0%                           | −21%                         | −40%                         | −47%                         | −59%                         | −75%                         | WXGA                 | 15" / 38 см           |
| XGA+  | 1152       | 864        | 1,00                  | 1,33                    | 224%                         | 107%                         | 27%                          | 0%                           | −24%                         | −32%                         | −48%                         | −68%                         | WXGA+                | 17" / 43 см           |
| SXGA  | 1280       | 1024       | 1,31                  | 1,25                    | 327%                         | 173%                         | 67%                          | 32%                          | 0%                           | −11%                         | −32%                         | −58%                         | WSXGA                | 17–19" / 43–48 см     |
| SXGA+ | 1400       | 1050       | 1,47                  | 1,33                    | 379%                         | 206%                         | 87%                          | 48%                          | 12%                          | 0%                           | −23%                         | −53%                         | WSXGA+               |                       |
| UXGA  | 1600       | 1200       | 1,92                  | 1,33                    | 525%                         | 300%                         | 144%                         | 93%                          | 46%                          | 31%                          | 0%                           | −39%                         | WUXGA                | 20" / 51 см           |
| QXGA  | 2048       | 1536       | 3,15                  | 1,33                    | 924%                         | 555%                         | 300%                         | 216%                         | 140%                         | 114%                         | 64%                          | 0%                           | WQXGA                | 30" / 76 см           |